# Forbandelse
Forbandelse er et overtroisk begreb og løfte, hvor død, uheld, sygdom, lidelse og lignende ubehageligheder tilføres en person enten bevidst fra en "ond" person (f.eks. en heks), eller som konsekvens af en handling (som f.eks. Faraos forbandelse over den/de som bryder gravfreden). Troen på at en forbandelse er en reel trussel, er ofte nok til at udløse en noceboeffekt, idet fantasi og tro påvirker den menneskelige perception.[kilde mangler] Tilfældigheder spiller en rolle når man tilsyneladende er "blevet forbandet", som f.eks. de giftige mugsporer der var i luften og som kostede forskerne livet efter de havde fundet Tut Ankh Amons grav.[kilde mangler]
Runeindskrifterne på Glavendrupstenen og Tryggevældestenen rummer begge en forbandelse over den, der måtte ødelægge stenen eller bruge den til minde over en anden.